# Carl Ludwig Sprenger
Carl Ludwig Sprenger ( 30 de noviembre de 1846, Güstrow, Mecklenburg - 13 de diciembre de 1917, isla de Corfú) fue un botánico, floricultor alemán

## Biografía
Sprenger vivió en Nápoles de 1877 a 1917, y fue socio de la firma de horticultura "Dammann & Co. de San Giovanni a Teduccio", Nápoles, Italia. David Fairchild afirma de Sprenger: 

"un brillante botánico que estableció un criadero...uno de esos que conoce a ciencia cierta el nombre de las plantas y cómo hacerlas crecer...

Sprenger era conocido por sus caminatas de montaña y de meandros. Entusiastamente recolectaba semillas para los jardines botánicos y gratuitamente daba sus conocimientos a otros... La erupción del Vesuvio del 4 de abril de 1906 enterró sus plantas bajo la ceniza volcánica, destruyendo centenares de sus mejores especímenes."
En 1907, el Kaiser Wilhelm (Guillermo II), emperador de Alemania adquirió Achilleion, un palacio con un jardín. Ese palacio había sido construido por la Emperatriz Elisabeth de Austria,Reina de Hungría y de Bohemia, o también llamada Sissi, o Isabel de Baviera en Corfú (Kerkyra)en el año 1890, tras la muerte de su hijo Rodolfo de Habsburgo. Le puso el nombre de Aquiles. Sprenger fue supervisor del jardín, ya en poder del Kaiser.
La vida de Sprenger no tenía sonidos; Fairchild escribe que era "profundamente sordo". Quizás amó las plantas debido a que hablaban en colores, formas, y esencias. Al final, no tuvo flores. Ese hombre rodeado de plantas fallece el 13 de diciembre de 1917, refugiado de la guerra. Siendo alemán y viviendo en una isla griega en la mitad de la Primera Guerra Mundial estaba en alto riesgo, y a sus 70 años no estaba preparado para dejar atrás sus amadas plantas y mudarse a otro país.

## Cultivares creados

### Cannas

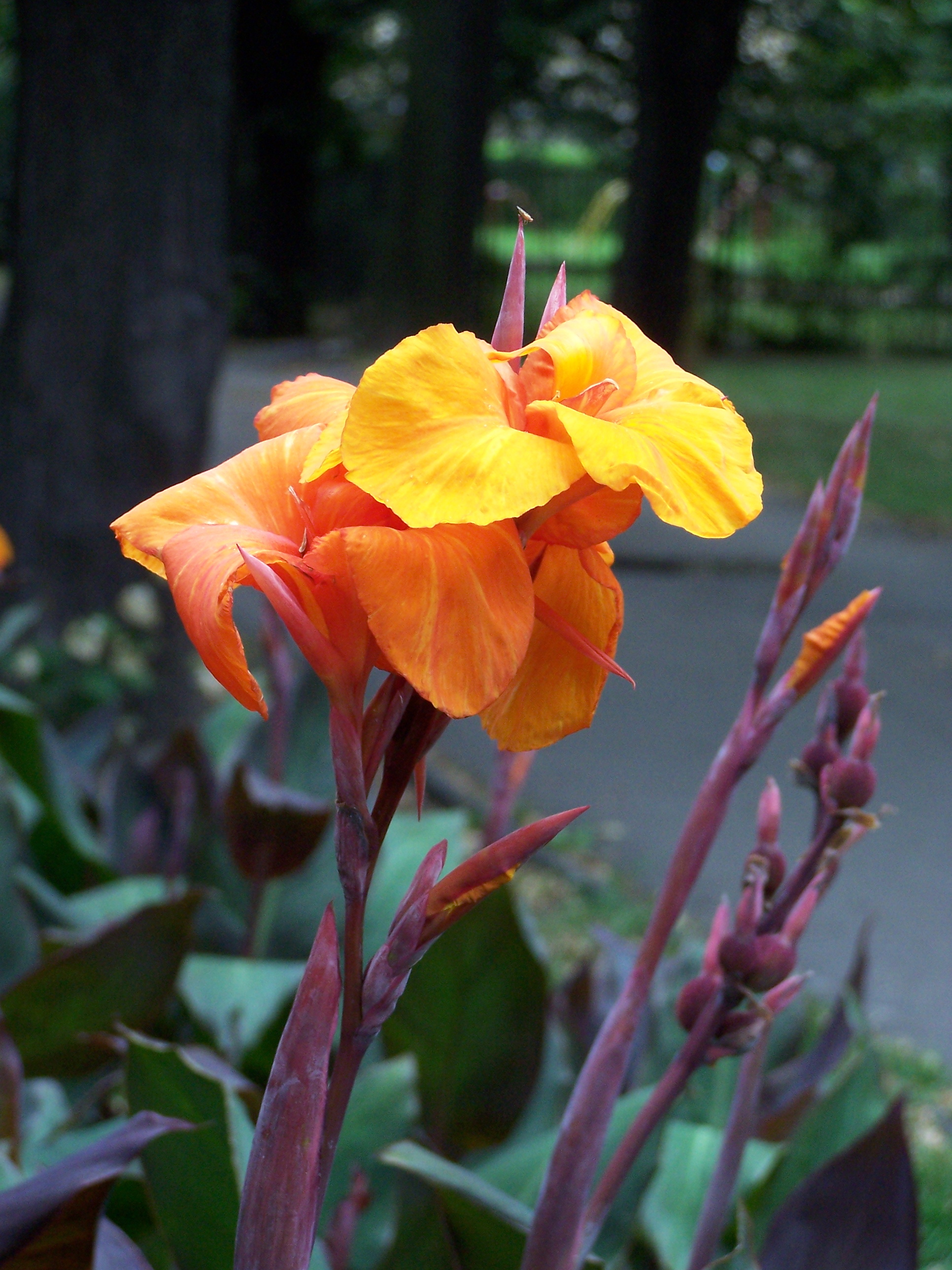
Canna (grupo itálico) 'Italia', Sprenger 1893.

Sprenger concluye que por constantes intercruzamientos, las grandes flores de las variedades de Canna se crean más y más formas y tipos florales, realizando experimentos con nueva sangre, empleando para tal propósito a Canna flaccida, una especie del sur de EE. UU., de tamaño medio y flores grandes, con un pétalo especialmente crecido. El resultado fue lo que se llamó la Cannas 'orquídea' o 'itálica', cuando en 1893 introduce a Canna 'Italia' y a Canna 'Austria'. Al mismo tiempo, Luther Burbank en EE. UU. hace un cultivar parecido, que será introducido dos años después que Sprenger.
La lista de las introducciones del "grupo itálico" son:
1. Canna 'Africa'
2. Canna 'Alemania'
3. Canna 'América'
4. Canna 'Aphrodite'
5. Canna 'Asia'
6. Canna 'Atlanta'
7. Canna 'Australia'
8. Canna 'Austria'
9. Canna 'Bavaria'
10. Canna 'Borussia'
11. Canna 'Brittania'
12. Canna 'Burgundia'
13. Canna 'Campania'
14. Canna 'Ch. Naudin'
15. Canna 'Edouard André'
16. Canna 'Emilia'
17. Canna 'Grand Sasso d'Italia'
18. Canna 'H. Wendland'
19. Canna 'Heinrich Seidel'
20. Canna 'Hellas'
21. Canna 'Iberia'
22. Canna 'Italia'
23. Canna 'Kronos'
24. Canna 'La France'
25. Canna 'Oceanus'
26. Canna 'Pandora'
27. Canna 'Partenope'
28. Canna 'Penelope'
29. Canna 'Perseus'
30. Canna 'Phoebe'
31. Canna 'Pluto'
32. Canna 'Prof. Treub'
33. Canna 'Rhea'
34. Canna 'Roi Humbert'
35. Canna 'Roi Leopold'
36. Canna 'Roma'
37. Canna 'Romagna'
38. Canna 'Sicilia'
39. Canna 'Suevia'
40. Canna 'Trinacria'
41. Canna 'Umbria'
42. Canna 'Wilhelm Beck'

Lo que no se conoce tan bien, son los lanzamientos de Sprenger de muchos nuevos cultivares del grupo Crozy. Algunos de ellos son:
1. Canna 'Aetna'
2. Canna 'Ajax'
3. Canna 'Alkmene'
4. Canna 'Arethusa'
5. Canna 'Capri'
6. Canna 'Königin von Italien'
7. Canna 'Kronprinz von Italien'
8. Canna 'Madame Oscar Meuricoffre'
9. Canna 'Nero'
10. Canna 'Paestum'
11. Canna 'Prinzessin Laetitia'
12. Canna 'Professor Rossi'
13. Canna 'Solfatara'
14. Canna 'Stromboli'
15. Canna 'Sultana'

### Yuccas
Sprenger crea y nombra 122 híbridos de Yucca entre 1897 a 1907:
Yucca treculeana canaliculata × Yucca recurvifolia (= Yucca treculeana × Yucca recurvifolia)
- Yucca × Elwesiana
- Yucca × Fosterana
- Yucca × Lawrensceana
- Yucca × Diana

Yucca treculeana canaliculata × gloriosa(= Yucca treculeana × Yucca gloriosa)
- Yucca × Minerva

Yucca gloriosa × filamentosa
- Yucca × Nicotrana (no pollen)
- Yucca × Rex (Yucca gloriosa minor × Yucca filamentosa)

Yucca gloriosa robusta × flaccida
- Yucca × Dux

Yucca gloriosa longifolia x flaccida
- Yucca × luxurians

Yucca gloriosa plicata × Yucca recurvifolia
- Yucca × Darwinii

Yucca flexilis × filamentosa
- Yucca × Augusta

Yucca flexilis × flaccida glaucescens
- Yucca × regalis

Yucca filamentosa × flexilis
- Yucca × Saturnus

Yucca flaccida × flexilis
- Yucca × Gaea

Yucca rupicola × gloriosa
- Yucca × aletrodes

Yucca rupicola × Yucca recurvifolia
- Yucca × Sokrates

Yucca filamentosa × Yucca rupicola
- Yucca × liliácea
- Yucca × Psyche
- Yucca × Treleasei

Yucca flaccida × Yucca rupicola
- Yucca × amonea
- Yucca × Atropos
- Yucca × paradoxa

Yucca aloifolia × filamentosa
- Yucca × Adenophora
- Yucca × fastuosa
- Yucca × Ismene
- Yucca × linearis
- Yucca × linifolia
- Yucca × virescens

Yucca aloifolia × flaccida
- Yucca × Candolleana
- Yucca × columnaris
- Yucca × Oceanus

Yucca aloifolia × Yucca rupicola
- Yucca × smaragdina

Yucca aloifolia × Yucca gloriosa
- Yucca × Europa
- Yucca × Naudiniana
- Yucca × vomerensis

Yucca aloifolia gigantea × Yucca recurvifolia
- Yucca × Heliodorus

Yucca aloifolia purpurea × Yucca recurvifolia
- Yucca × Victor Emmanuel II (Victorio Emanuele II)

Yucca aloifolia × flexilis
- Yucca × Casertana
- Yucca × Helios
- Yucca × Sieheana

Yucca aloifolia marginata × flexilis
- Yucca × Titanus

Yucca filamentosa × Yucca aloifolia
- Yucca × Ada
- Yucca × Alexandrae
- Yucca × Boissieri
- Yucca × Dohrnii
- Yucca × tulipfera
- Yucca 'Washington'

Yucca flaccida × Yucca aloifolia
- Yucca × Draco
- Yucca × Mariea
- Yucca × pygmaea
- Yucca × pyramidalis
- Yucca × Roland
- Yucca × stellaris
- Yucca × Theseus
- Yucca × tortilis

Yucca flexilis × Yucca recurvifolia
- Yucca × grandis
- Yucca × superba

Yucca filamentosa × Yucca gloriosa
- Yucca × albella
- Yucca × candida
- Yucca × Engelmanii
- Yucca × ensata
- Yucca × floribunda
- Yucca × margaritacea
- Yucca × micans
- Yucca × Moraea
- Yucca × Parthenope
- Yucca × preacox
- Yucca × Rekowskiana
- Yucca × robusta
- Yucca × Triton
- Yucca × Wilhelmi (Gugielmi)

Yucca filamentosa media × Yucca gloriosa
- Yucca × bicolor
- Yucca × elegantissima
- Yucca × elmensis ('St. Elmo')

Yucca filamentosa × Yucca recurvifolia
- Yucca × Aurora
- Yucca × Ceres
- Yucca × exsultans
- Yucca × Federicus Cäsar
- Yucca × Lachesis
- Yucca × lanceolata
- Yucca × Magnolia
- Yucca × peregrina
- Yucca × princeps
- Yucca × viridiflora
- Yucca × Willmottiana

Yucca filamentosa media × Yucca recurvifolia
- Yucca × fulgens
- Yucca × Imperator
- Yucca × regia
- Yucca × Sanderana
- Yucca × victorialis
- Yucca × Klotho
- Yucca × Cybele
- Yucca × imperialis
- Yucca × Koelleana
- Yucca × Milton
- Yucca × Passiflora
- Yucca × purpurascens
- Yucca × Tenoreana
- Yucca × Virgilius
- Yucca × Wittmackiana

Yucca flaccida × Yucca gloriosa longifolia
- Yucca × luxurians

Yucca flaccida glaucescens × Yucca gloriosa
- Yucca × Colombiana
- Yucca × formosa
- Yucca × formosissima
- Yucca × nebularis

Yucca flaccida glaucescens × Yucca recurvifolia
- Yucca × amabilis
- Yucca × campanulata
- Yucca × caelestis
- Yucca 'Eros'
- Yucca 'Flora'
- Yucca 'Luna'
- Yucca × grasilis

## Otras
- Asparagus de Sprenger (A. densiflorus), maleza nativa de Sudáfrica.[7]
- Magnolia de Sprenger (M. sprengeri), una especie de magnolia nativa de China.[8][9]

- La abreviatura «Sprenger» se emplea para indicar a Carl Ludwig Sprenger como autoridad en la descripción y clasificación científica de los vegetales.[10]